# Улица Сафиуллина (Казань)
Улица Сафиуллина — улица в Приволжском районе Казани.

## Название
Улица названа в 1974 году в честь Гани Бекиновича Сафиуллина (1905-1973) – Героя Советского Союза, гвардии генерал-лейтенанта. 
Название улицы официально утверждено постановлением Совета Министров Татарской АССР от 5 ноября 1974 года № 47.

## Расположение
Улица Сафиуллина расположена в жилом районе Горки и посёлке Алтан. Она начинается от проспекта Победы и идёт в юго-восточном направлении до улицы Комиссара Габишева, затем, пересекая её, идёт в южном направлении до улицы Каенлы. Фактически улица Сафиуллина состоит из двух сильно отличающихся друг от друга участков. Участок, проходящий по территории Горок (от проспекта Победы до улицы Комиссара Габишева), является важной транспортной артерией местного значения. Второй участок улицы, идущий по посёлку Алтан, – это небольшой поселковый проезд. 
По улице Сафиуллина пролегает граница трёх микрорайонов Горок-2: 7-го, а также между 8-м и 9-м микрорайонами. 

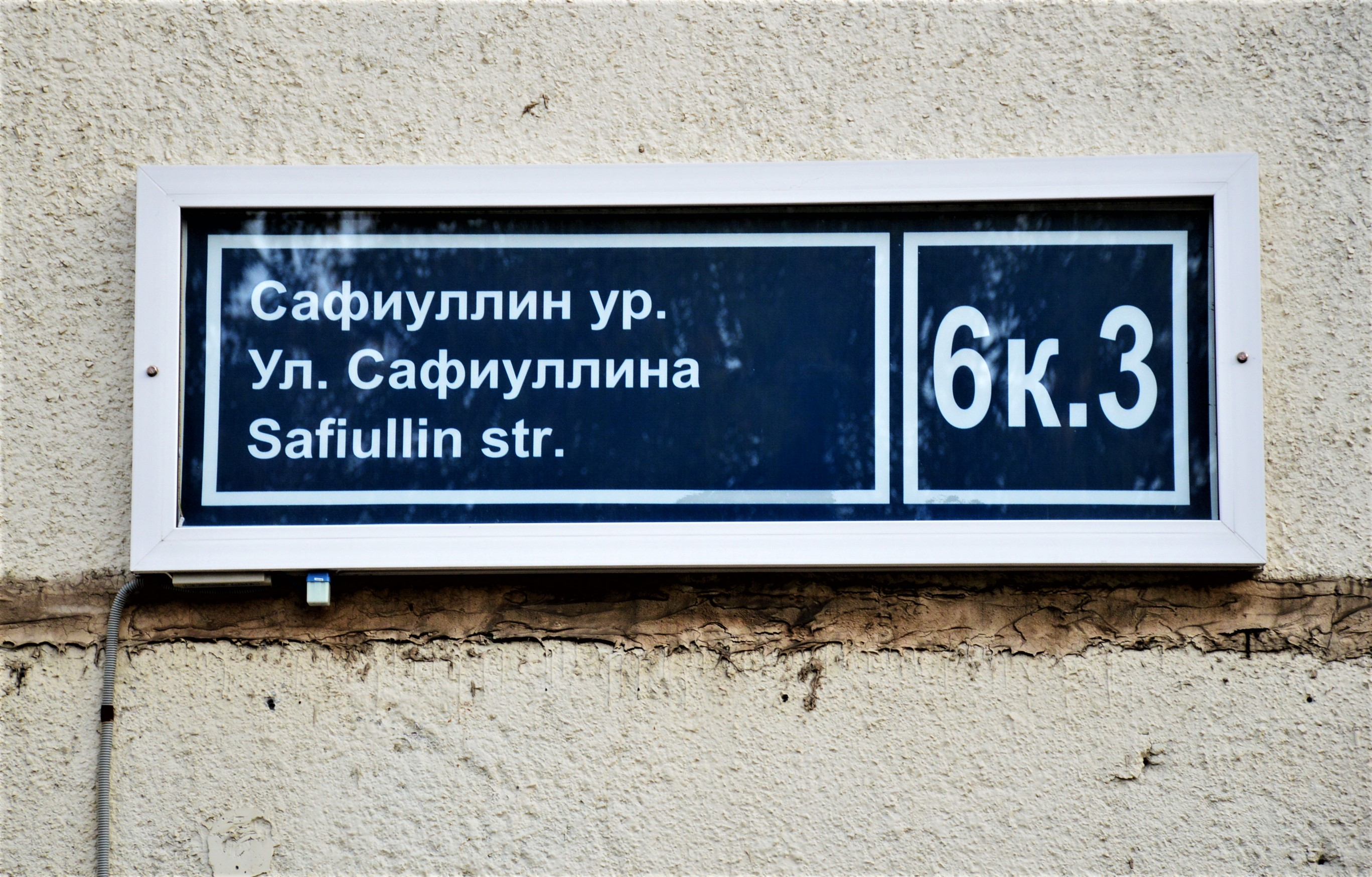
Табличка на доме: ул. Сафиуллина, 6 корпус 3 – пример нормативного написания названия улицы на татарском, русском и английском языках (август 2019)

Её общая длина составляет 1,79 км, в том числе около 1,4 км проходит по территории жилого района Горки.

## История
Улица Сафиуллина стала формироваться во второй половине 1970-х годов в ходе застройки 7-го, 8-го и 9-го микрорайонов (Горки-2) типовыми девятиэтажными жилыми домами различных проектов. 
На территории 7-го микрорайона большинство домов, имеющих адресацию по улице Сафиуллина, были возведены в 1976-1981 годах, на территории 8-го микрорайона – в 1979-1982 годах, а на территории 9-го микрорайона – в 1984 году. В постсоветский период появилось ещё несколько многоэтажных жилых зданий, возведённых методом точечной застройки. 
На северном участке улицы Сафиуллина (с нечётной стороны), прилегающем к проспекту Победы, находится Соловьиная роща, которая до начала 1980-х годов являлась частью Горкинского леса. Южнее рощи расположен гаражный кооператив. 
Самым значимым общественным зданием на улице Сафиуллина является православный храмовый комплекс, состоящий из церкви преподобного Серафима Саровского и церкви иконы Божией Матери «Умиление» (построены в два этапа в 1999-2006 годах). 
Второй участок улицы Сафиуллина, находящийся в посёлке Алтан, стал формироваться с начала 2000-х годов в процессе застройки домами коттеджного типа.
В 2009 году на соседней улице Кул Гали, но с адресом по улице Сафиуллина (дом 17А корпус 3) открылся отдел милиции (с 2011 года – полиции) № 9 «Дальний». В марте 2012 года он получил всероссийскую известность благодаря скандалу, возникшему по факту жестокого обращения сотрудников данного отдела с 52-летним Сергеем Назаровым, в результате чего последний скончался. В 2014 году бывшие сотрудники полиции, виновные в совершении указанного преступления, были осуждены и приговорены к различным срокам заключения. Но ещё в марте 2012 года, через несколько дней после совершённого преступления, было решено реконструировать здание отдела полиции (ОП), а также убрать из его названия слово «Дальний», оставив название ОП «Девятый». Позже, однако, было принято иное решение – построить новое здание в другом месте. В 2013 году власти Казани передали под строительство участок площадью 4 тыс. кв. метров в самом начале улицы Сафиуллина, рядом с Соловьиной рощей; в 2015 году началось строительство, а через два года, 8 ноября 2017 года, состоялось торжественное открытие нового здания ОП № 9 «Сафиуллина».

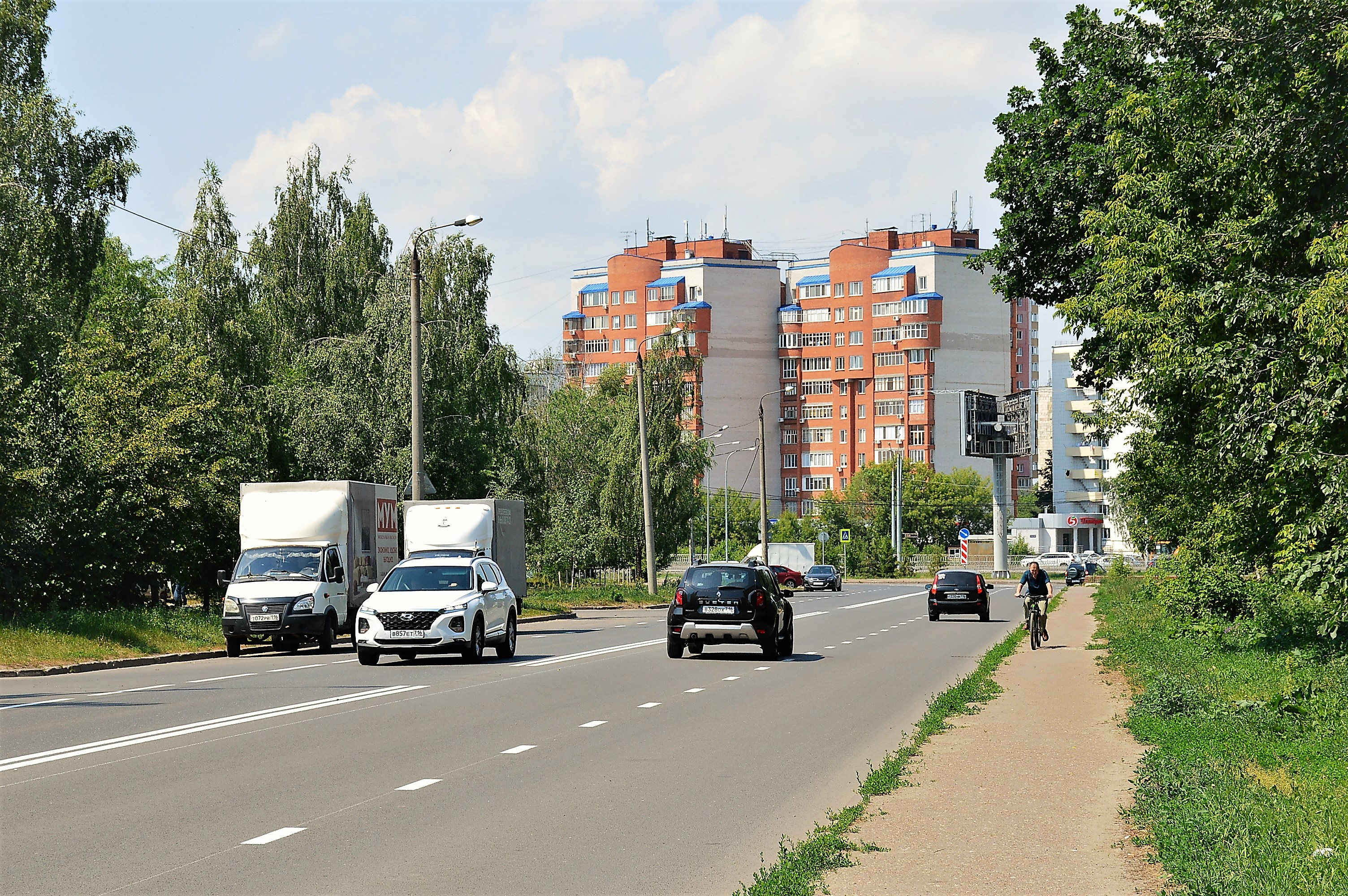
Начальный участок улицы Сафиуллина: вид в сторону проспекта Победы (июнь 2019)
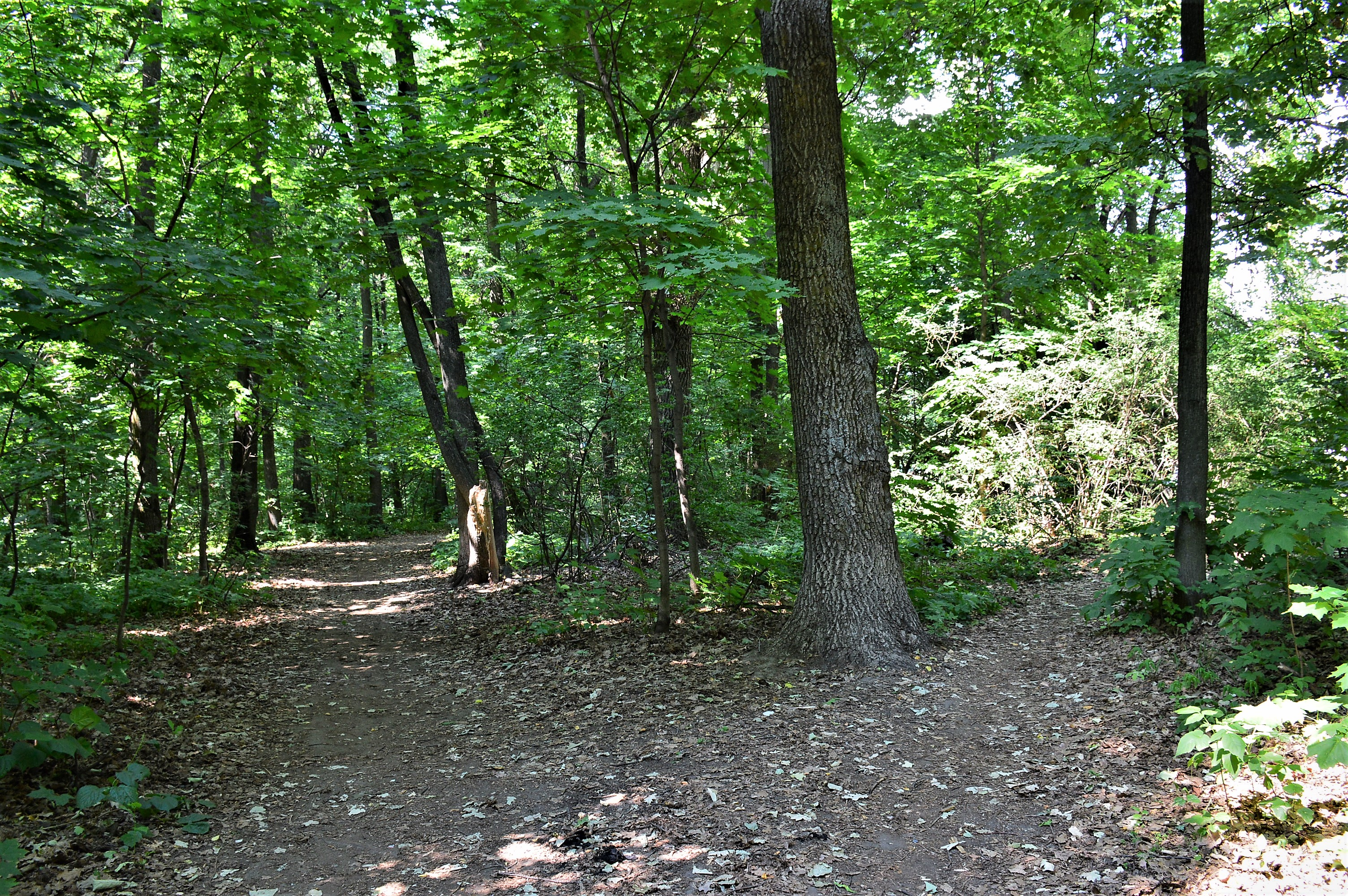
Одна из тропинок Соловьиной рощи (июнь 2019)
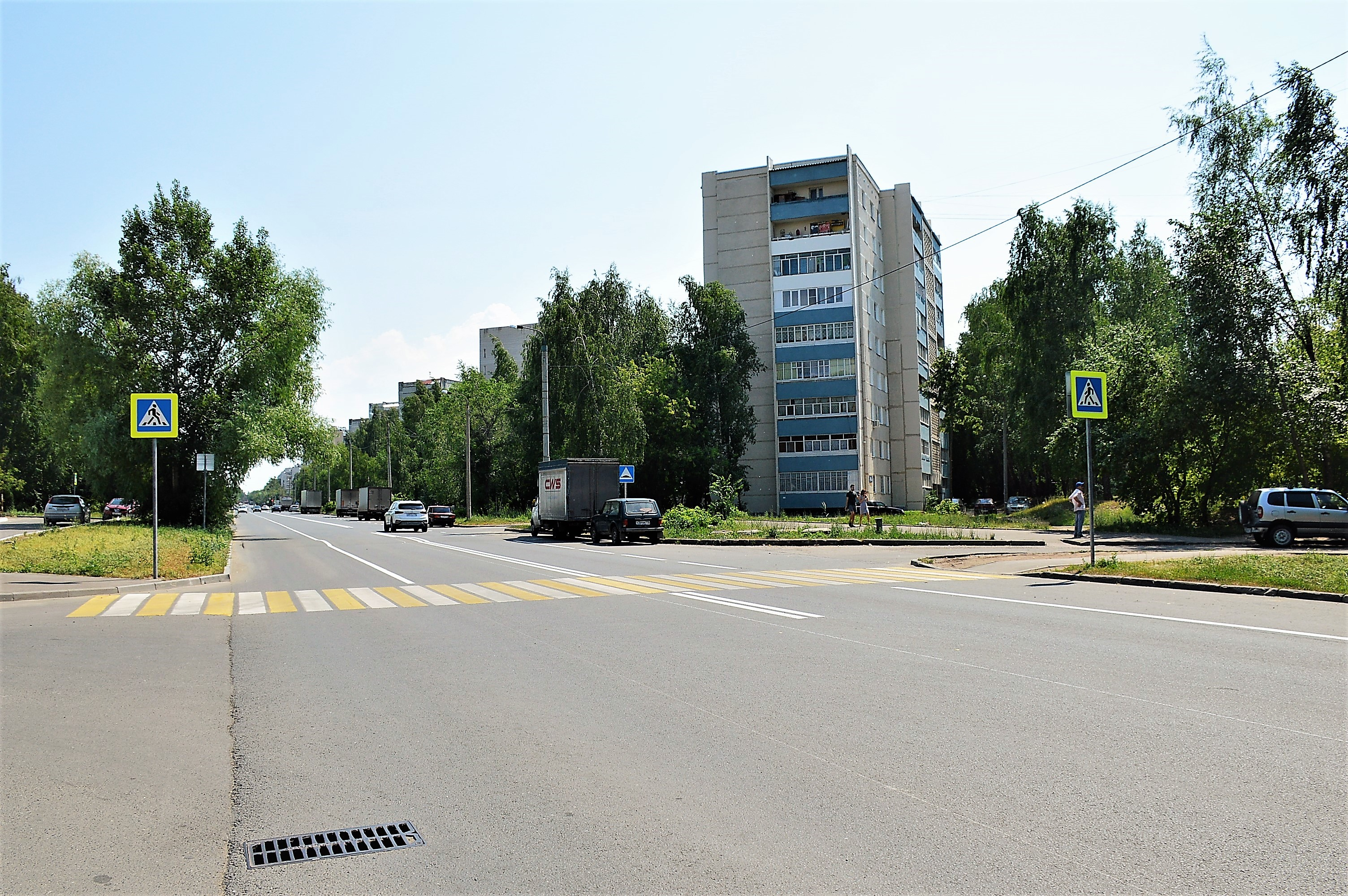
Дома 7-го микрорайона (Горки-2) на улице Сафиуллина (июнь 2019)
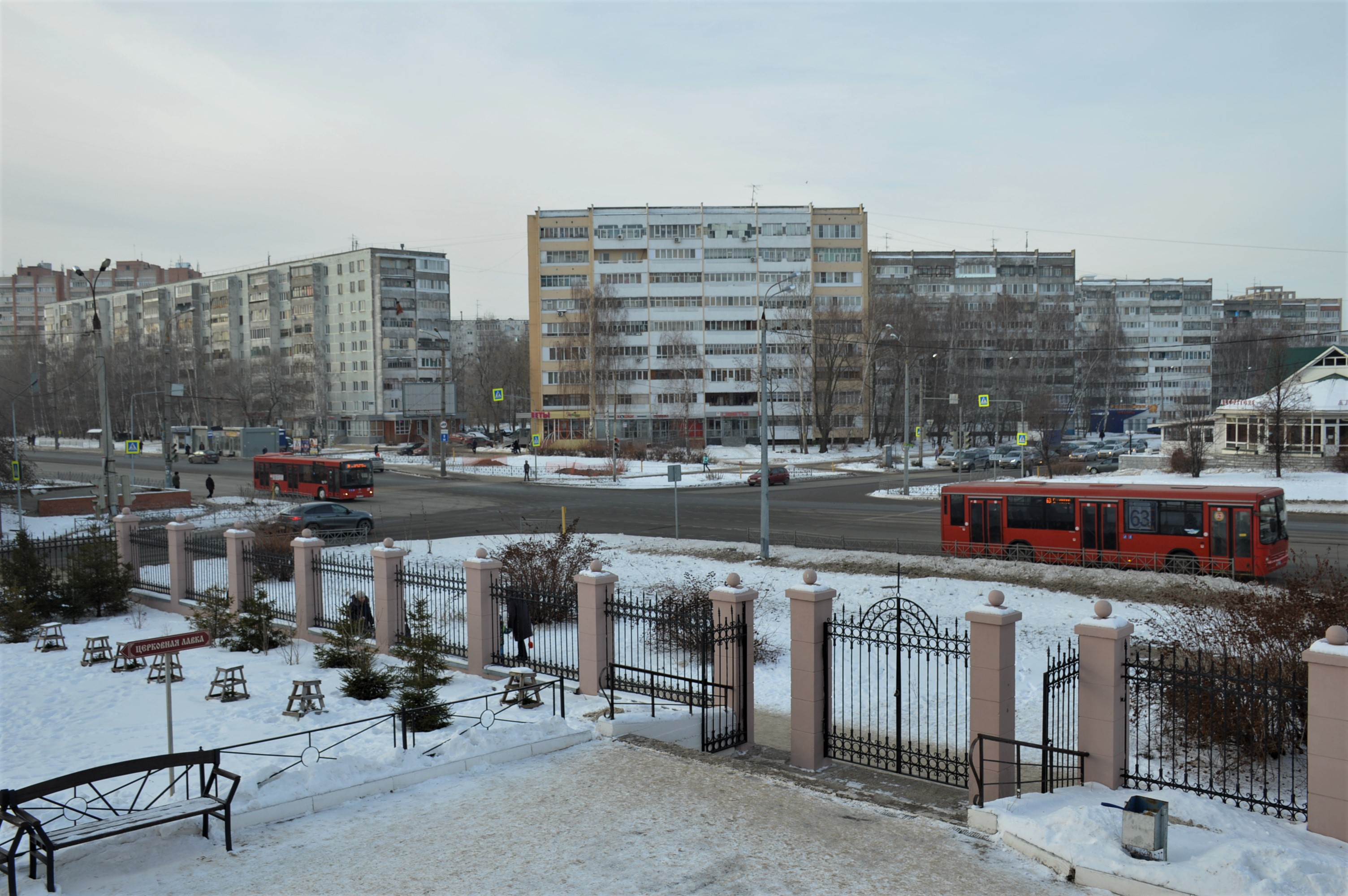
Вид на перекрёсток улиц Юлиуса Фучика и Сафиуллина со стороны православного храма в честь преподобного Серафима Саровского (декабрь 2018)
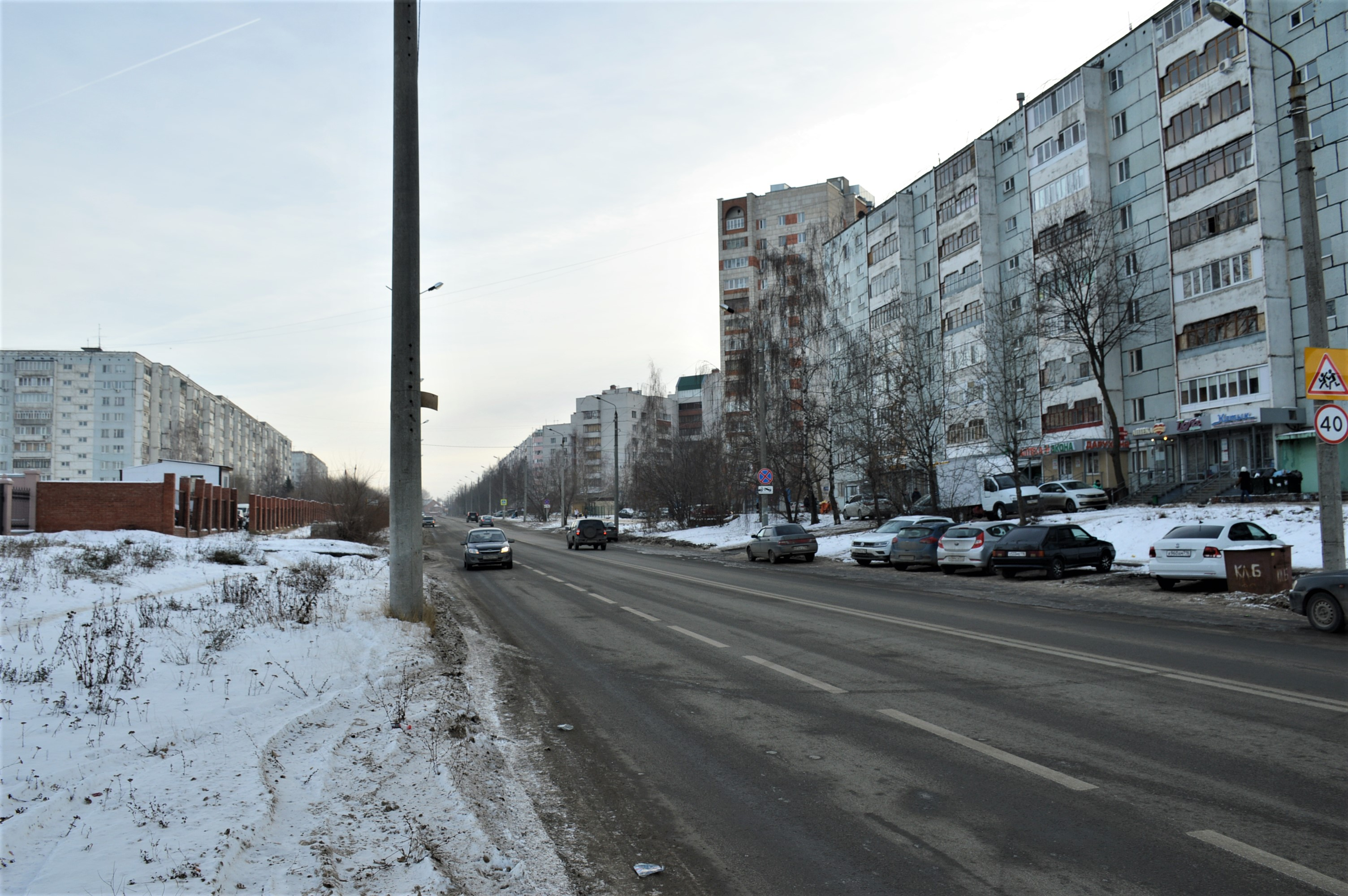
Улица Сафиуллина на участке между 8-м и 9-м микрорайонами (декабрь 2018)

## Городской общественный транспорт
Городской общественный транспорт использует только один участок улицы Сафиуллина – между улицами Юлиуса Фучика и Комиссара Габишева. Здесь ходят автобусы 63 маршрута (по состоянию на май 2022 года). 

## Объекты, расположенные на улице
На улице Сафиуллина расположены следующие значимые объекты (перечислены в направлении с севера на юг): 
- Соловьиная роща (угол ул. Сафиуллина и просп. Победы);
- Отдел полиции № 9 «Сафиуллина» Управления МВД РФ по г. Казани (ул. Сафиуллина, 1А);
- Церковь преподобного Серафима Саровского и церковь иконы Божией Матери «Умиление» (ул. Сафиуллина, 7);
- Станция скорой медицинской помощи (ул. Сафиуллина, 10);
- Детская республиканская клиническая больница (ул. Сафиуллина, 14);
- Детский сад № 71 (ул. Сафиуллина, 17А);
- Поликлиническое отделение № 6 Республиканского клинического кожно-венерологического диспансера (ул. Сафиуллина, 32)[9];
- Детский сад № 357 (ул. Сафиуллина, 54);
- Гимназия № 139 (ул. Сафиуллина, 56А).

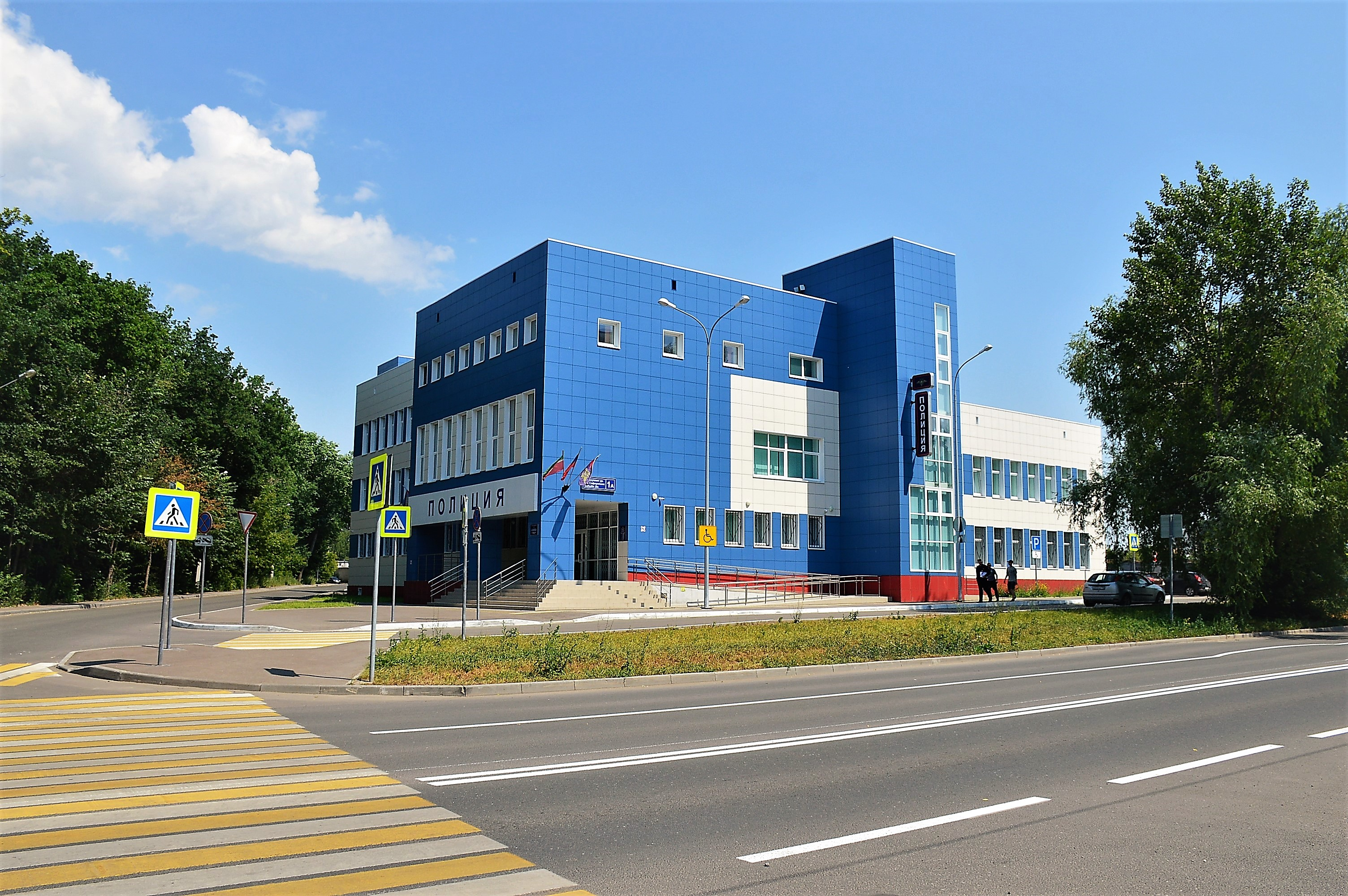
Здание отдела полиции №9 «Сафиуллина»: ул. Сафиуллина, 1А (июнь 2019)
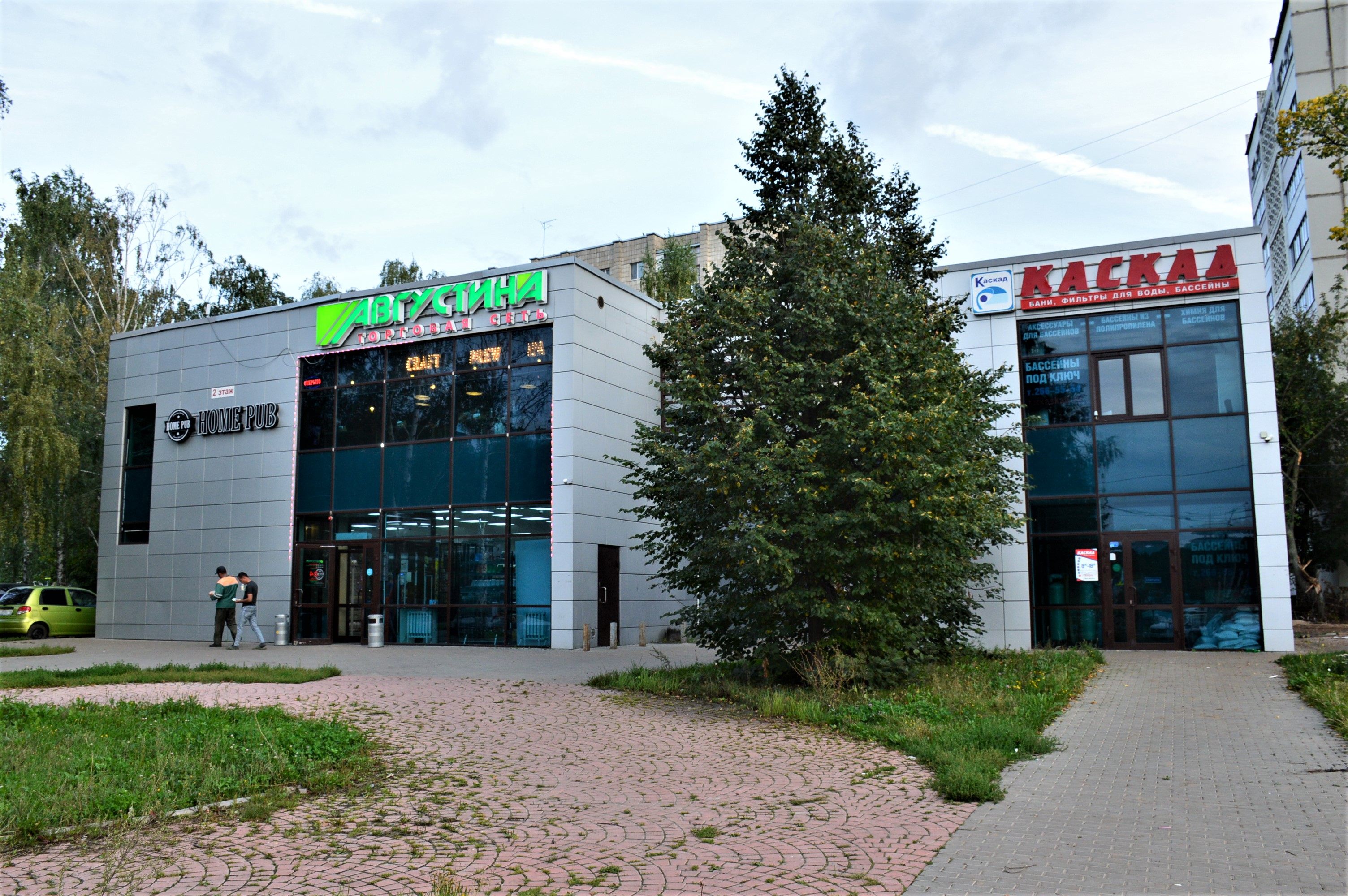
Магазин «Августина»: ул. Сафиуллина, 8А (август 2019)
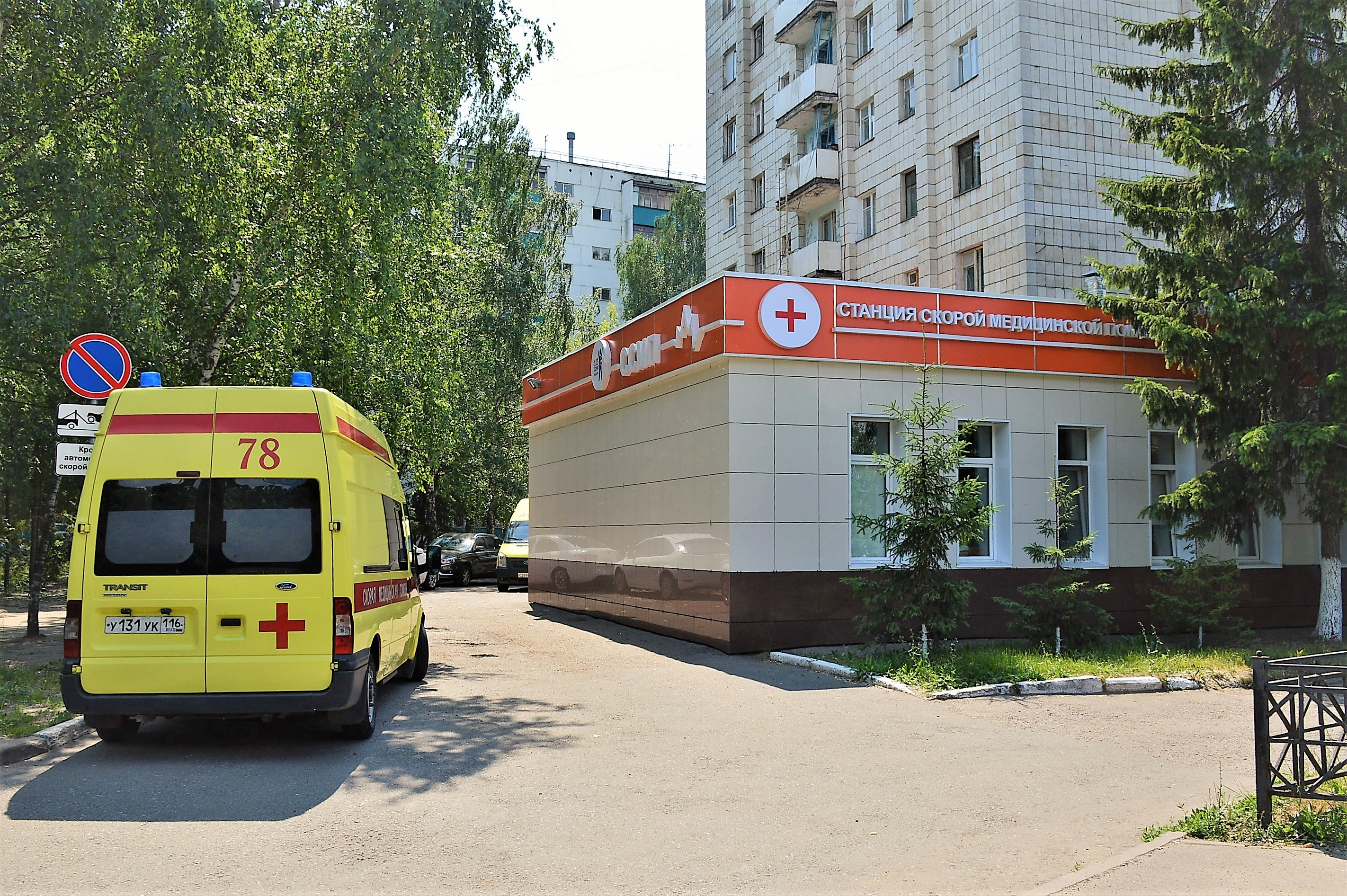
Станция скорой медицинской помощи: ул. Сафиуллина, 10 (июнь 2019)
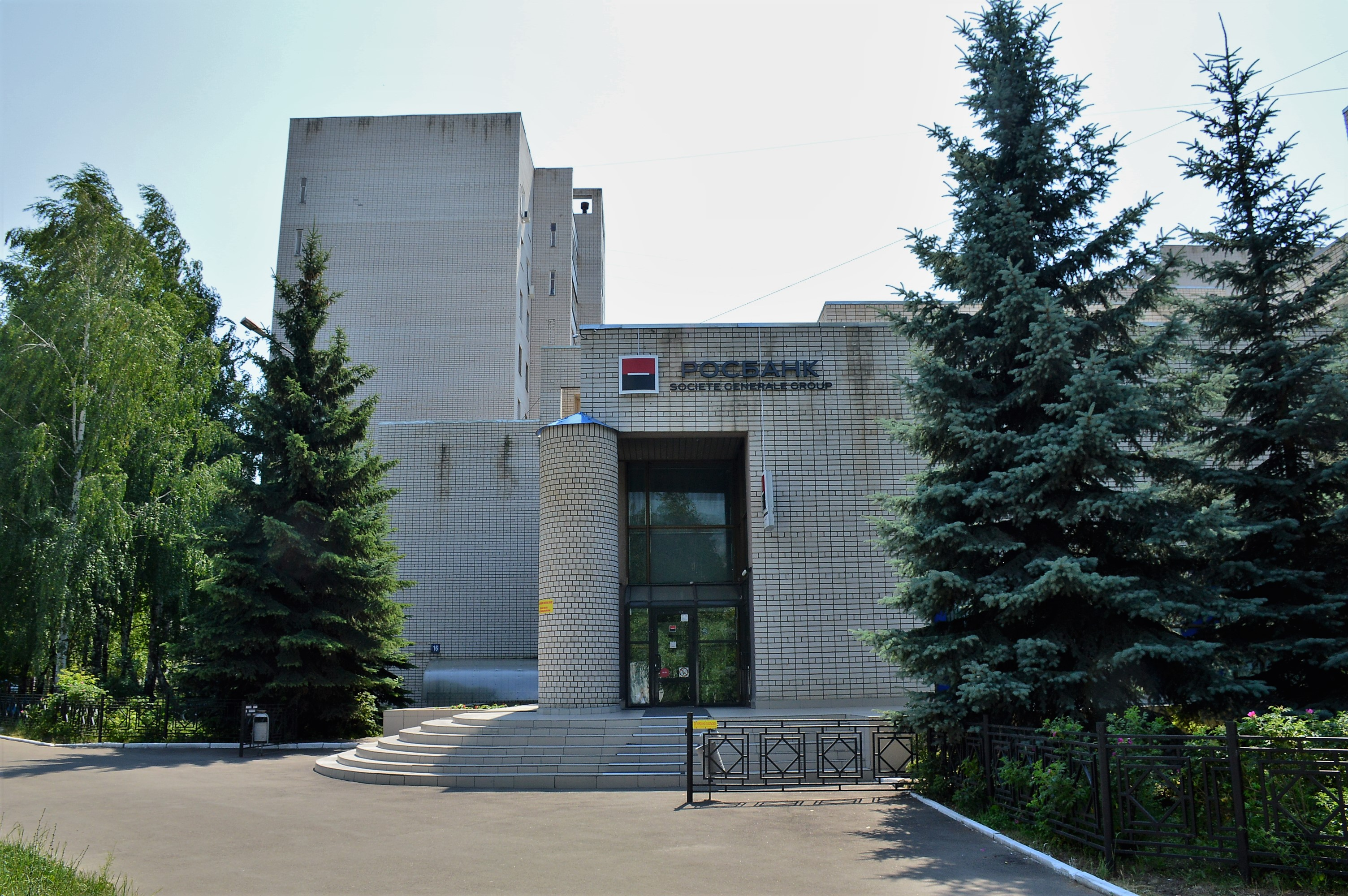
Офис Росбанка: ул. Сафиуллина, 16 (июнь 2019)
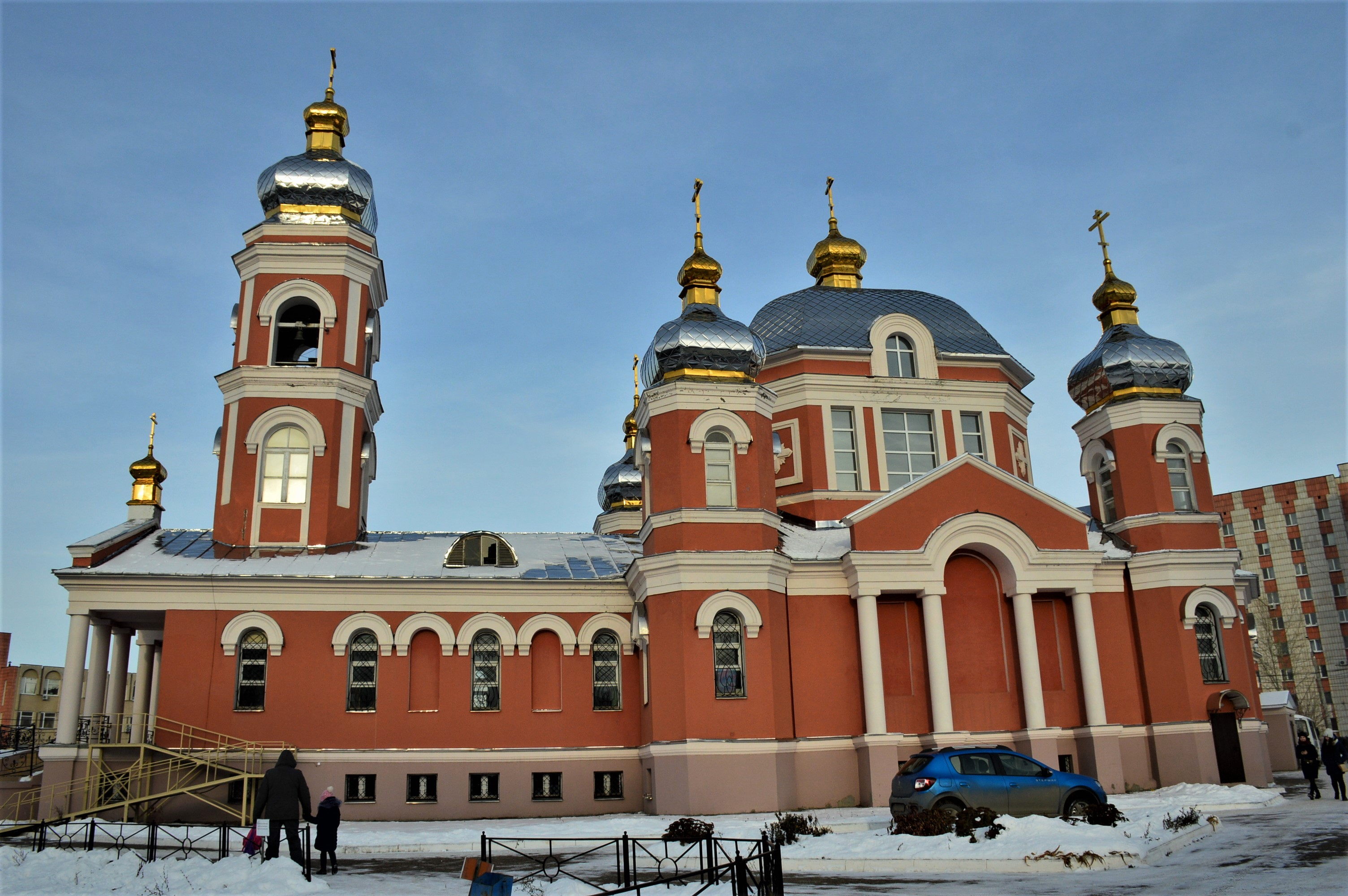
Православный храм в честь преподобного Серафима Саровского: вид со стороны улицы Сафиуллина (декабрь 2018)